# Ixodes taglei

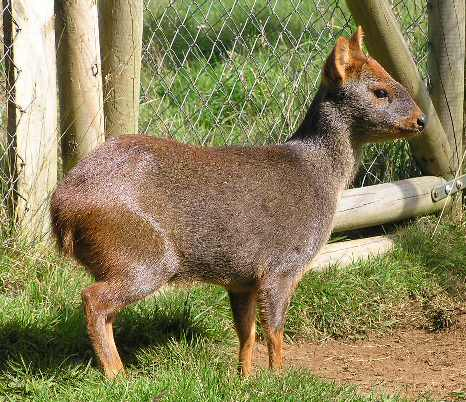
Основной вид-хозяин: олени пуду, например, южный пуду (Pudu pudu), на котором паразитируют клещи Ixodes taglei.

Ixodes taglei  (лат.) — вид клещей рода Ixodes из семейства Ixodidae. Южная Америка. Паразитируют на млекопитающих: среди хозяев олени пуду, например,  южный пуду (Pudu pudu). Вид был впервые описан в 1969 году американским паразитологом Гленом Милтоном Колсом (Glen Milton Kohls, 1905-1986).

## Распространение
Южная Америка: Чили.